# Дейвид Гарет
Дейвид Гарет (на английски: David Garrett) е цигулар от американско-германски произход, виртуоз.
Роден е в Аахен, Германия на 4 септември 1980 година. Баща му е германец, а майка му американка. Започва да се учи да свири на цигулка още на 4-годишна възраст и на 7 г. вече изнася концерти. На 13-годишна възраст подписва договор като артист на Deutsche Grammophon, концертира и прави звукозаписи.
На 17-годишна възраст решава да се откъсне от родителите си, за да намери своя път в изкуството. Първо заминава за Англия, където за кратко учи в Кралския музикален колеж в Лондон, но желанието му е да стигне Америка и да учи в едно от най-престижните музикални училища – Джулиард в Ню Йорк. Завършва го през 2004 г. без никаква финансова подкрепа от родителите си и се издържа сам, работейки най-различни неща, включително като фотомодел и като чистач на училищните тоалетни (защото тази работа се е заплащала най-добре на студентите). Изнася концерти по цял свят, в това число Мексико, Япония, Корея, Русия, Полша, Румъния, Турция и т.н. Наричан е „Дейвид Бекъм на класическата музика“, но Гарет предпочита сравненията с рок музиканти (David Beckham of the classical music)

## Творческо развитие
Следвайки вътрешния си порив и любовта си към музикални образци в най-разнообразни жанрове, той успява да претвори за цигулка и оркестър хитови парчета на рок-легенди като Metallica, Nirvana, Guns n' Roses, Bon Jovi или на поп изпълнители като Майкъл Джексън, Джъстин Тимбърлейк, Майли Сайръс, а от друга страна и да аранжира в атрактивно модерно звучене класически произведения и филмова музика. След като още 13-годишен сключва договор с Deutsche Grammophon и става най-младият в историята на компанията техен изпълнител, Дейвид записва като солист няколко албума с произведения на Моцарт, Чайковски и всички Капризи на Паганини.
Истински пробив и истински фурор обаче изпълнителят бележи с първия си кросоувър албум Free през 2007, издаден и като Virtuoso същата година, а още повече със следващия си Encore от 2008. През 2008 година е удостоен с наградата ECHO Klassik в категорията „Класика без граници“.
Следва албумът Classic Romance 2009, който е така успешен, че печели наградата ECHO Klassik 2010 в категорията „Бестселър на годината“. Същата година Гарет е отличен и с приза „Най-добра музика с международен отзвук“ от наградите Goldene Kamera.
Успехите продължават във все по-широки мащаби, заедно с нарастващата композиционна вещина на артиста. Новите албуми Rock Symphonies 2010, Legacy 2011, Music 2012, Garrett vs Paganini 2013… поднасят не просто иновативни трактовки на познати произведения, но и особено майсторки и въздействащи комбинации между поп-рок и класически образци в едно цяло – като Vivaldi vs Verigo или We Will Rock You на Queen с части от капризите на Паганини… Същият похват Гарет пренася вдъхновяващо и върху класически произведения, в чиято интерпретация можем да чуем съчетание от други известни класики и класици.
Дейвид Гарет пише през годините и множество оригинални творби, често в сътрудничество с близкия си приятел музикант Франк ван дер Хайдн – отново в целия диапазон от безкрайно очарователни и нежни мелодии до силно ритмични, динамични и изключително виртуозни. Оригинална композиция е например прекрасната „Рок прелюдия“ от албума Encore, явяваща се като действителен предвестник и прелюдия към последвалия и вече споменат успешен албум с „Рок симфонии“, който не слиза от германските топ класации за цяла година и половина. „Винаги съм усещал липса на по-младежка аудитория на класическите концерти и тъй като по начало обичам да интегрирам модерната поп-култура в свиренето си, реших че е добра комбинация – особено като се има предвид, че рокенролът ми е едно от любимите музикални направления. Мисля, че пасва много-много добре на инструмента, както и на оркестъра“ – коментира Дейвид.
През 2015 излиза един от най-иновативните и успешни албуми на артиста Explosive, който включва цяло съзвездие от оригинални композиции като Innovation, Furious, Explosive, Unlimited Symphony, Serenity, Baroque Fantasy, Melancholia и др.
В средата на септември 2017 очакваме и най-новият албум, очертаващ се като продължение на Рок симфониите с култовото заглавие Rock Revolution.
Кариерата му на кросоувър музикант обаче никога не е отдалечавала виртуоза от неговия музикален дом – класическата музика, и с много от своите изяви той успява да върне на сцената и да популяризира позабравени композитори като Крайслер или по-малко изпълнявани творби на големите световни имена (например Double Harpsichord от Бах). Програмата на Гарет през всички години продължава да е запълнена в 50 и повече процента с класически рецитали и концерти, като за последните десетина години той е неспирно на път по 200 – 300 дни в годината, концентрирайки по цял свят.

## Албуми
- 1995: Mozart: Violinkonzerte KV 218 und 271a, Sonate für Klavier und Violine B-Dur KV 454
- 1995: BEETHOVEN: Violin Sonata, BACH: Partita d-moll, MOZART: KV 261
- 1997: Paganini Caprices
- 2001: Tchaikovsky, Conus: Violin Concertos
- 2002: Pure Classics
- 2006: Free
- 2007: Virtuoso
- 2008: Encore
- 2009: Classic Romance
- 2009: David Garrett
- 2010: Rock Symphonies
- 2011: Legacy
- 2012: Music
- 2013: Garrett vs Paganini
- 2014: Timeless
- 2015: Explosive
- 2017: Rock Revolution

## Ползвани източници
1. ↑  Статия „Няма да продадеш и 5 копия, гарантирам ти!“
2. ↑  Звездният цигулар Дейвид Гарет с награда за цялостен принос към световната музикална сцена на сайта www.fvision.eu